# Hynobius turkestanicus
Hynobius turkestanicus é uma espécie de anfíbio caudado pertencente à família Hynobiidae.